# Cotiujeni, Briceni
Cotiujeni este un sat din raionul Briceni, Republica Moldova.

## Istoric
În cartea lui Vasile Gajos despre acest sat citim: "Satul Cotiujeni este așezat într-o regiune naturală cu diferite bogății. Aici sunt cantități enorme de piatră pentru construcție, este o baltă bogată în apă ce vine din râul Vilia, pădure seculară la o distanță de numai 3 km, câmpuri bogate cu cereale, zarzavaturi, livezi cu fructe, pășuni..."
Documentele vechi atestă că temelia lui a fost pusă de niște cete de arcași și răzeși, care, pentru slujbă credincioasă, au primit această moșie ca să-și ridice case. Așadar domnitorul, fiind mulțumit de slujba lor, le-a dăruit un loc foarte bun, cu pământ roditor, cu piatră din belșug, cu lemn de stejar și apă de băut, de asemenea, foarte bună.
Din acel document de istorică atestare a satului, semnat de domnul Moldovei Alexandru IV Lăpușneanu pe 7 apr. 1555, ne dăm seama că la începuturi satul se numea Capoteani și tocmai la înc. sec. XVII denumirea aceasta este înlocuită cu Cotiujeni.
Primele case în sat au fost construite pe Valea Lucăcenilor. Lângă stâncă, unde a fost și prima curte boierească. Printre primii locuitori veniți dinspre Prut a fost un răzeș pe nume Gașcu, care se ocupa cu confecționarea cotiugelor de plug. De la ele, după V. Gajos, și provine denumirea satului - Cotiujeni. De altfel, aceeași legendă cu cotiugele povestesc și locuitorii actuali al satului.
În privința primei atestări, însă, cercetătorul Vladimir Nicu e de altă părere. Si părerea domniei sale, de asemenea, e bazată pe documente. El scrie: "Sat vechi (Cotiujenii - n.n.) pe moșie boierească, atestat documentar la 8 iunie 1456 cu denumirea Sancăuți și Zamcăuți". S-ar putea sa-i dăm crezare afirmației lui V. Nicu, pentru că și V. Gajos în continuare, menționează aceste denumiri. Mai mult, se constată că pe locul s. Cotiujeni, au fost câeva cătune, posibil, cu aceste denumiri, dar cu anii ele s-au contopit, formând un sat mare.
Pe aceste locuri, însă, au trăit băștinașii în timpuri foarte vechi, din care cauză satul prezintă un mare interes arheologic. Străvechea siliște Cotiujeni se afla spre vestul actualului sat, lângă drumul spre Larga, pe malul drept al unui pârâiaș, care se varsă în r. Vilia. Așezarea s-a aflat pe coasta unui deal, pe care se văd bine pete cenușii de cenușă. S-au depistat aici cioburi de vase de lut, case de animale, unelte de piatră ș. a. obiecte. Siliștea ține, după E. Sava, de Cultura Nouă a epocii târzii a bronzului (sec. XIII î. Hr.). Cam același lucru constată și savantul arheolog Ion Hîncu. Dar vatra aceasta a fost părăsită, afirmă el, probabil de răul nomazilor de câmpie. Abia după cucerirea Daciei de către romani, adică în a. 106 e. n., pe aceste locuri starea de lucruri s-a schimbat. S-a format o nouă așezare umană. Sedentari devenind, locuitorii ei lucrau ogoarele, creșteau vite, confecționau diferite lucruri pentru gospodărie. Podoabele și hainele le aduceau din orașele imperiului. Casele și le făceau mai spațioase, din lemn, nuiele și lut, le acopereau cu stuf. Pe lângă case mai construiau și diferite anexe, săpau gropi pentru depozitarea produselor agricole. Dar nici această așezare n-a avut parte de liniște. Au năvălit peste ea nomazii barbari tocmai de dincolo de munții Ural, au prădat-o și au ars-o, fapt adeverit de anumite obiecte depistate de pe aici. Băștinașii, desigur, nu le-au cedat averea de bună voie, au luptat cu ei și pe mulți i-au răpus. Dovadă sunt câteva movile mari, care nu sunt altceva decât mormintele războinicilor. Această năpastă s-a întâmplat în a. 376 d. Hr. După ea până în a. 700 nu a mai vrut nimeni să se stabilească aici, considerând locul necurat. Numai după o bună perioadă de timp a apărut aici o nouă siliște, alcătuită, mai ales, din bordeie. Care la rându-i a fost părăsită și ea. Din cauza năvălirii pecenegilor sau ulicilor. Cele 2 tumuli din partea de nord-vest și cele 2 dinspre sud-vest rămân a fi confirmarea urgiilor îndurate de strămoșii cotiujenenilor. Până nu demult ele aveau înălțimea de 1,5–2 m și diametrul de 15–20 m. Locurile acestea sunt numite de localnici Podul lui Manole și Câmpul Bașin. Movilele acum se ară, dispărând cu încetul. Si e păcat, deoarece ele sunt argumente vii despre fostele invazii.
O sursă veche, în care întâlnim denumirea Cotiujeni, este un document de la Iași din 15 apr. 1603, semnat de voievodul Ieremia Movilă. Într-un alt document semnat de același Ieremia Movilă cu un an mai înainte, în 1602, s. Cotiujeni încă mai apare cu denumirea Căpoteni. După 1603, însă, insistă mai mult denumirea Cotiujeni. Într-un document din 1625 aflăm că pe Vilia, mai jos de Cotiujeni, în apropierea s. Berlinți, era și o moară de apă. Posibil, că moară lui Nemiț de mai târziu e tocmai acea moară veche, dar deja reconstruită. În anii următori satul este atestat de câteva ori cu denumirea Cotiujeni.

## Date statistice
- Distanța până la centrul raional (Briceni) – 10 km.
- Biserica Sf. Ierarh Nicolae (1884).
- Suprafața - 36 kmp.
- Populația - 3.575 de oameni. Apți de muncă - 1.851.
- Fondul locativ - 69 mii mp.
- Case - 1.456, cu gaz lichefiat - 1.472. Fântâni - 387.
- Drumuri - 27 km (cu îmbrăcăminte dură - 17 km), 8 magazine, punct medical, grădiniță de copii, școală medie, casă de cultură, 2 biblioteci, oficiu poștal, stadion.

## Demografie

### Structura etnică
Structura etnică a satului conform recensământului populației din 2004:
| Grup etnic         | Populație | % Procentaj |
| ------------------ | --------- | ----------- |
| Moldoveni / Români | 3.428     | 97,8%       |
| Ucraineni          | 43        | 1,23%       |
| Ruși               | 28        | 0,8%        |
| Alții              | 6         | 0,17%       |
| Total              | 3.505     | 100%        |

## Administrație și politică
Componența Consiliului local Cotiujeni (13 consilieri), ales la 5 noiembrie 2023, este următoarea:
|  | Partid                                       | Consilieri | Componență | Componență | Componență | Componență | Componență | Componență | Componență | Componență | Componență | Componență | Componență | Componență |
|  | -------------------------------------------- | ---------- | ---------- | ---------- | ---------- | ---------- | ---------- | ---------- | ---------- | ---------- | ---------- | ---------- | ---------- | ---------- |
|  | Partidul Socialiștilor din Republica Moldova | 12         |            |            |            |            |            |            |            |            |            |            |            |            |
|  | Partidul Acțiune și Solidaritate             | 1          |            |            |            |            |            |            |            |            |            |            |            |            |

## Personalități

### Născuți în Cotiujeni
- Aleksandr Nemitz (1879–1967), ofițer naval rus și sovietic, comandantul Marinei sovietice în februarie 1920 – noiembrie 1921.